# ألبرت إم. شامبرلين
ألبرت إم. شامبرلين هو قاضي ومحامي وسياسي أمريكي، ولد في 20 أغسطس 1805 في أورينغتون في الولايات المتحدة، وتوفي في 14 مارس 1861 في غوشين في الولايات المتحدة. نشط حزبياً في الحزب الديمقراطي. وقد انتخب عضو مجلس النواب الأمريكي ‏.